# Diocesi di Leribe
La diocesi di Leribe (in latino Dioecesis Leribensis) è una sede della Chiesa cattolica in Lesotho suffraganea dell'arcidiocesi di Maseru. Nel 2023 contava 266.753 battezzati su 455.700 abitanti. È retta dal vescovo Vitalis Sekhonyana Marole, O.M.I.

## Territorio
La diocesi comprende i distretti di Butha-Buthe e Leribe in Lesotho.
Sede vescovile è la città di Leribe, detta anche Hlotse, dove si trovano la cattedrale di Santa Monica e la concattedrale di San Giuseppe.
Il territorio è suddiviso in 19 parrocchie.

## Storia
La diocesi è stata eretta l'11 dicembre 1952 con la bolla Quod solet di papa Pio XII, ricavandone il territorio dalla diocesi di Maseru (oggi arcidiocesi).
Originariamente suffraganea dell'arcidiocesi di Bloemfontein, il 3 gennaio 1961 è entrata a far parte della provincia ecclesiastica di Maseru.
Il 19 marzo 1975 per effetto del decreto Excellentissimus della Congregazione per l'evangelizzazione dei popoli la chiesa di San Giuseppe è stata elevata al grado di concattedrale.

## Cronotassi dei vescovi
Si omettono i periodi di sede vacante non superiori ai 2 anni o non storicamente accertati.
- Emanuel 'Mabathoana, O.M.I. † (11 dicembre 1952 - 3 gennaio 1961 nominato arcivescovo di Maseru)
- Ignatius Phakoe, O.M.I. † (3 gennaio 1961 - 18 giugno 1968 dimesso[1])
- Paul Khoarai † (7 marzo 1970 - 30 giugno 2009 ritirato)
- Augustinus Tumaole Bane, O.M.I. (30 giugno 2009 - 28 febbraio 2025 ritirato)
- Vitalis Sekhonyana Marole, O.M.I., dal 28 febbraio 2025

## Statistiche
La diocesi nel 2023 su una popolazione di 455.700 persone contava 266.753 battezzati, corrispondenti al 58,5% del totale.
| anno | popolazione | popolazione | popolazione | presbiteri | presbiteri | presbiteri | presbiteri                | diaconi | religiosi | religiosi | parrocchie |
| anno | battezzati  | totale      | %           | numero     | secolari   | regolari   | battezzati per presbitero | diaconi | uomini    | donne     | parrocchie |
| ---- | ----------- | ----------- | ----------- | ---------- | ---------- | ---------- | ------------------------- | ------- | --------- | --------- | ---------- |
| 1970 | 87.090      | 103.200     | 84,4        | 23         | 8          | 15         | 3.786                     |         | 22        | 191       | 2          |
| 1978 | 127.838     | 283.147     | 45,1        | 18         | 8          | 10         | 7.102                     |         | 20        | 168       | 16         |
| 1990 | 145.848     | 287.700     | 50,7        | 25         | 10         | 15         | 5.833                     |         | 25        | 141       | 17         |
| 1998 | 224.010     | 498.800     | 44,9        | 33         | 17         | 16         | 6.788                     |         | 21        | 110       | 18         |
| 2001 | 224.310     | 499.300     | 44,9        | 29         | 16         | 13         | 7.734                     |         | 21        | 225       | 19         |
| 2003 | 230.639     | 424.400     | 54,3        | 28         | 18         | 10         | 8.237                     |         | 13        | 226       | 17         |
| 2007 | 230.639     | 424.400     | 54,3        | 32         | 22         | 10         | 7.207                     | 1       | 16        | 226       | 17         |
| 2013 | 230.840     | 426.900     | 54,1        | 34         | 26         | 8          | 6.789                     |         | 16        | 161       | 19         |
| 2016 | 250.645     | 439.462     | 57,0        | 36         | 28         | 8          | 6.962                     |         | 14        | 162       | 19         |
| 2019 | 252.440     | 440.206     | 57,3        | 37         | 31         | 6          | 6.822                     |         | 8         | 170       | 19         |
| 2021 | 264.900     | 445.800     | 59,4        | 38         | 32         | 6          | 6.971                     |         | 8         | 184       | 19         |
| 2023 | 266.753     | 455.700     | 58,5        | 33         | 29         | 4          | 8.083                     |         | 6         | 187       | 19         |